# Kristian Stefan
Kristian Stefan (6. prosince 1819 Jičín – 16. ledna 1892 Hradec Králové) byl český pedagog, spisovatel, překladatel a politik, v 60. a 70. letech 19. století poslanec Českého zemského sněmu a Říšské rady.

## Biografie

### Dětství a studia
Pocházel z chudých poměrů. Otec Josef Stefan (1758–1829) se v Jičíně usadil jako vysloužilý voják od pěšího pluku v Gemmingen. Ke skromnému důchodu si přivydělával jako čistič bot. Matka Alžběta Kateřina Müllerová (1788–1840) byla ženou v domácnosti a starala se o dva syny, staršího Josefa (1818–1888) a mladšího Kristiana. Když otec zemřel, starala se o děti ze skromného vdovského důchodu.
V letech 1832–1837 studoval na jičínském gymnáziu. Jako poloviční sirotek byl zproštěn placení školného. Ve školním roce 1837/1838 začal studovat filozofii na Karlo-Ferdinandově univerzitě v Praze, kde od roku 1838 studoval i medicínu. Po smrti matky však musel v roce 1841 studium medicíny ukončit a na filosofické fakultě si doplnil vzdělání potřebné pro výkon učitelské profese. Již během svého studia si přivydělával kondicemi (doučování) a po ukončení studia působil jako soukromý učitel. Následně působil jako středoškolský učitel a literát. V roce 1845 založil na Smíchově nedělní školu pro řemeslnictvo. Vzdělával jej ve fyzice, zeměpisu, dějepisu a národopisu.

### Pedagogická činnost
Aby mohl soukromě vyučovat latinu, musel složit zkoušku. Vysvědčení o jejím složení obdržel 18. března 1846 s platností 6 let. Na základě výnosu z 6. listopadu 1848 získal právo vyučovat český jazyk a literaturu na gymnáziích. Roku 1849 při rozšiřování výuky češtiny na středních školách nastoupil na piaristické gymnázium na Novém Městě v Praze (v dnešní Panské ulici). Následujícího roku byl přeložen do Mladé Boleslavi. Mladoboleslavské gymnázium procházelo těžkým obdobím, kdy nemělo dostatek učebních pomůcek, což v důsledku znamenalo odchod žáků i učitelů. K. Stefan si dopisoval s Václavem Hankou, kterého žádal o zaslání učebnic a pracovních sešitů jeho nově vydané ruské gramatiky a zavedl nepovinný kurz ruštiny. Učební materiály žákům prodával, těm z chudších rodin daroval. Po roce byl na základě své žádosti přeložen zpět do Prahy na novoměstské gymnázium (v dnešní Štěpánské ulici) a následně roku 1851 na gymnázium do Hradce Králové.
Na královéhradeckém gymnáziu působil 1851–1857 jako suplující, 1857–1867 jako řádný profesor. Jeho zdejší působení bylo ukončeno pod záminkou neobnovení zkoušky učitelské způsobilosti z dějepisu a zeměpisu. Důvody jeho odvolání však byly starší. Sahají do roku 1865, kdy proti K. Stefanovi sepsal kritické politické hlášení policejní komisař František Dedera (1817–1878). Nazval jej fanatickým Čechem, který využívá podporu vlivné královéhradecké osobnosti V. F. Červeného (1819–1896).
Po propuštění z gymnázia se ocitl v hmotné nouzi a vzdával se veřejných úřadů a čestných funkcí. K roku 1869 se mu podařilo prosadit založení Vyšší dívčí školy (od roku 1872 Měšťanské dívčí školy). Stal se jejím jediným kmenovým pedagogem, prozatímním (od roku 1875 řádným) ředitelem. Aby mohla výuka řádně probíhat, vypomáhali mu pedagogové z královéhradeckého gymnázia. V prvním roce měla škola 18 žákyň, v 90. letech 19. století pak navštěvovalo ústav na 200 žákyň. K. Stefan odešel na odpočinek v roce 1891.

### Politické působení
Politické směřování K. Stefana je sledovatelné k revolučnímu roku 1848, kdy se veřejně a politicky angažoval. Byl stoupencem radikálně demokratického proudu, členem spolku Český Repeal, spoluzakladatelem demokratického spolku Slovanská lípa a důstojníkem ozbrojeného sboru Svornost. Za účast na revolučních událostech v Praze byl 19. června 1848 zatčen a vyslýchán spolu s dalšími 40 členy Slovanské Lípy a Svornosti. Po výsleších byl propuštěn a ujal se místa šéfredaktora periodika Včela po dobu absence Karla Sabiny, který byl zatčen a vězněn až do října 1848.
V roce 1864 kandidoval do obecního zastupitelstva. V důsledku propuštění z královéhradeckého gymnázia (1867) se mandátu vzdal. Na konci 60. let 19. století se zapojil i do zemské politiky. V zemských volbách v březnu 1867 byl zvolen do Českého zemského sněmu za kurii městskou (obvod Hradec Králové – Jaroměř – Josefov). V srpnu 1868 patřil mezi 81 signatářů státoprávní deklarace českých poslanců, nejucelenějšího programového manifestu české opozice proti centralistickému ústavnímu vývoji Rakouska-Uherska, v níž česká politická reprezentace hájila české státní právo. Koncem 60. let zaujali čeští poslanci politiku pasivní rezistence, kdy na protest proti poměrům v monarchii bojkotovali jednání zemského sněmu. V září 1868 byl K. Stefan pro absenci zbaven poslaneckého mandátu v zemském sněmu. Již v září 1869 ovšem byl opětovně zvolen v doplňovacích volbách. Poslancem se stal, opět za svůj obvod, i ve volbách do Českého zemského sněmu roku 1870 a volbách roku 1872. V rámci obnovené pasivní české rezistence křeslo nepřebíral a byl zbaven mandátu a opakovaně zvolen v doplňovacích volbách roku 1873. V doplňovacích volbách roku 1874 ve svém obvodu nekandidoval a místo něj uspěl Václav Vladivoj Tomek.
Formálně zasedl ve funkčním období 1871–1873 také v Říšské radě (celostátní zákonodárný sbor), kam ho vyslal zemský sněm (tehdy ještě Říšská rada nevolena přímo, ale tvořena delegáty jednotlivých zemských sněmů). Nedostavil se do sněmovny, proto byl jeho mandát 11. června 1872 prohlášen za zaniklý.
Dne 28. června 1868 se účastnil táboru lidu na vrchu Chlum nedaleko Hradce Králové, a což byl zatčen a odsouzen k pokutě 5 zlatých nebo 24 hodinám žaláře. Protože se stejně jako ostatní odsouzení odvolal, byl mu trest zvýšen na pokutu 70 zlatých nebo 14 dní žaláře.

### Spisovatel a překladatel
Publikoval překlady básní a povídek v časopisech Česká Včela, Květy, Lumír, Pražské listy, Poutník, Ost und West. Psal pod pseudonymy B. Kranz, J. B. Krána, J. B. Kranz, J. B. Krása, Jiří Miloslavský, Kristian Jičínský, K. Věnecký, Stephan Christian Johann, Štefan Kristian a akronymy Kr. St., K. St., K. St-n, K. Št. Překládal z ruštiny, ukrajinštiny, srbochorvatštiny, polštiny, němčiny, francouzštiny, španělštiny, latiny a italštiny. Na příklad jako první zprostředkoval českému čtenáři překlad druhého dílu Dona Quijota de la Mancha od Miguela de Cervantese y Saavedry.
V roce 1872 byla vydána jeho publikace Hradec nad Labem, v níž dokumentuje historii Hradce Králové od středověku až k jeho současnosti. Jeho práce se však nápadně podobá Pamětem města Králové Hradce nad Labem od Františka Švendy (1741–1822).
Zemřel roku 1892 v Hradci Králové a byl pohřben na hřbitově v Pouchově.

### Rodina
Kristian Stefan se v roce 1852 oženil s Marií Terezií Pelikánovou (1827–1911). Společně měli 4 děti, z nichž tři se dožily dospělosti. Dvě dívky a jednoho chlapce. Obě dcery Bohumila (1852–1925) a Růžena (1845–1926) byly instrumentálními učitelkami. Primárně jim vzdělání poskytl otec, následně se obě vzdělávaly na čtyřtřídní škole Kongregace Školských sester de Notre Dame. Zatímco se Bohumila nikdy neprovdala a žila celý život v Hradci Králové s rodiči, Růžena se provdala za Františka Koutníka (1853–1885) a odstěhovala se do Nového Města na Moravě. S manželem měli dvě děti, dceru Bohumilu (1881–1948) a syna Libora (1885–1886). František Koutník bohužel zemřel předčasně a jeho žena se s dětmi vrátila do Hradce. Jejich poručníkem se stal Kristian. Malý Libor zemřel ve věku 9 měsíců a Růžena zůstala jen s dcerou. Po smrti Kristiana Stefana (16. ledna 1892) se stal jejím poručníkem Růženin bratr Libor (1856–1926). Ten vystudoval lékařství na Karlo-Ferdinandově univerzitě v Praze. Stal se vojenským lékařem a byl velice úspěšný. Vypracoval se na Oberstabartzt 1. Klasse (Vrchního štábního lékaře 1. třídy).
Vnukem Kristiana Stefana byl lékař a účastník odboje Hvězdoslav Stefan, primář Oddělení dětské chirurgie Fakultní nemocnice v Hradci Králové.